# Tasting Table
Tasting Table — сайт и управляющая им цифровая медиа-компания (зарегистрированная как TDT Media Inc.), специализирующаяся на еде и напитках. Веб-сайт бренда и информационный бюллетень по электронной почте сообщают о тенденциях в области продуктов питания и напитков в категориях обедов, вина, коктейлей, кулинарии и гастрономических путешествий. Помимо публикации оригинальных статей, фотографий и видео, Tasting Table проводит мероприятия, в том числе «Битву лобстеров» (англ. Lobster Rumble), ежегодно проходящие в Нью-Йорке и Лос-Анджелесе.

## История
Tasting Table был основан в 2008 году Джеффом Бартаковичем и Джоном Макдональдом при поддержке The Pilot Group, частной инвестиционной компании, основанной Бобом Питтманом.

## «Битва лобстеров»
С 2010 года в Tasting Table проводится ежегодный конкурс роллов с лобстером, который теперь называется «Битва лобстеров» («Lobster Rumble»). Первоначально это мероприятие называлось «Ролл с лобстером» и проводилось только в Нью-Йорке, а теперь мероприятие проводится ежегодно в Нью-Йорке в июне каждого года и переезжает в Лос-Анджелес в августе. Мероприятие объединяет поставщиков роллов с лобстером со всей страны, чтобы побороться за титул «Любимец фанатов», выбираемый участниками мероприятия, а также «Выбор редакции», выбираемый редакторами дегустационного стола. В 2014 году в Нью-Йоркской «Битве лобстеров» приняли участие 20 соревнующихся и 2000 посетителей, а в Лос-Анджелесской «Битве лобстеров» участвовали 13 соревнующихся и 1000 посетителей.

## DINE от Tasting Table
В 2015 году компания Tasting Table приобрела Flavor, приложение для поиска ресторанов, которое New York Times однажды назвала «мощным» и «привлекающим внимание». Впоследствии Tasting Table перезапустила приложение под названием DINE by Tasting Table. DINE представляет собой тщательно подобранный поисковик ресторанов, который позволяет легко найти идеальное место для ужина в любой ситуации. В то время как редакторы дегустационных таблиц выбрали рестораны, включённые в каждый из восьми городов приложения, DINE уникальным образом объединяет обзоры почти 30 местных и национальных изданий, критиков и эпикурейских сайтов. Пользователи могут быстро изучить несколько точек зрения, прежде чем решить, где им поесть.